# Rangers Football Club 2014-2015
Questa voce raccoglie le informazioni riguardanti il Rangers Football Club nelle competizioni ufficiali della stagione 2014-2015.

## Stagione
- In Scottish Championship i Rangers si classificano al terzo posto (67 punti), dietro a Hearts e Hibernian. Ai play-off promozione perdono la finale contro il Motherwell.
- In Scottish Cup sono eliminati agli ottavi di finale dal Raith Rovers (1-2).
- In Scottish League Cup sono eliminati in semifinale dal Celtic (2-0).

## Maglie e sponsor
| Casa | Trasferta | Terza divisa |

## Rosa
| N. |                        | Ruolo | Calciatore               |
| -- | ---------------------- | ----- | ------------------------ |
| 1  | Scozia (bandiera)      | P     | Cammy Bell               |
| 2  | Scozia (bandiera)      | D     | Steven Smith             |
| 3  | Tunisia (bandiera)     | D     | Bilel Mohsni             |
| 4  | Canada (bandiera)      | C     | Fraser Aird              |
| 5  | Scozia (bandiera)      | D     | Lee Wallace              |
| 6  | Scozia (bandiera)      | D     | Lee McCulloch (capitano) |
| 7  | Inghilterra (bandiera) | C     | Nicky Law                |
| 8  | Scozia (bandiera)      | C     | Ian Black                |
| 9  | Irlanda (bandiera)     | A     | Jon Daly                 |
| 10 | Scozia (bandiera)      | C     | Lewis Macleod            |
| 11 | Scozia (bandiera)      | C     | David Templeton          |
| 14 | Scozia (bandiera)      | A     | Nicky Clark              |
| 15 | Scozia (bandiera)      | A     | Kris Boyd                |
| 16 | Francia (bandiera)     | C     | Sébastien Faure          |
| 17 | Honduras (bandiera)    | C     | Arnold Peralta           |
| 18 | Scozia (bandiera)      | A     | Kenny Miller             |

| N. |                             | Ruolo | Calciatore      |
| -- | --------------------------- | ----- | --------------- |
| 19 | Scozia (bandiera)           | C     | Barrie McKay    |
| 20 | Scozia (bandiera)           | C     | Kyle Hutton     |
| 21 | Scozia (bandiera)           | C     | Robert Crawford |
| 22 | Irlanda del Nord (bandiera) | A     | Dean Shiels     |
| 23 | Scozia (bandiera)           | D     | Richard Foster  |
| 24 | Scozia (bandiera)           | D     | Darren McGregor |
| 25 | Inghilterra (bandiera)      | P     | Lee Robinson    |
| 26 | Lituania (bandiera)         | D     | Marius Žaliūkas |
| 30 | Scozia (bandiera)           | A     | Calum Gallagher |
| 31 | Inghilterra (bandiera)      | P     | Steve Simonsen  |
| 32 | Scozia (bandiera)           | P     | Liam Kelly      |
| 34 | Scozia (bandiera)           | C     | Andy Murdock    |
| 37 | Canada (bandiera)           | D     | Luca Gasparotto |
| 38 | Scozia (bandiera)           | D     | Craig Halkett   |
| 48 | Scozia (bandiera)           | C     | Tom Walsh       |
| 52 | Scozia (bandiera)           | A     | Ryan Hardie     |